# ハーバート・メンゲス
ハーバート・メンゲス（Herbert Menges, 1902年8月27日 - 1972年2月20日）は、イギリスの指揮者、作曲家。姉はヴァイオリン奏者のイゾルデ・メンゲス。息子は映画制作者のクリス・メンゲス。

## 生涯
イングランド南海岸の町ホヴの音楽一家にジークフリート・フレデリック・ハーバート・メンゲス (Siegfried Frederick Herbert Menges) として生まれる。父はドイツ人、母はイギリス人で、どちらもヴァイオリン奏者であった。4歳でヴァイオリンを演奏するようになったが、ピアノと作曲に興味を持ち、王立音楽大学でレイフ・ヴォーン・ウィリアムズとグスターヴ・ホルストの薫陶を受けた。また、マチルデ・ヴェルヌやアルテュール・デ・グレーフにも指導を受けた。
1925年に母親が設立していたブライトン・シンフォニー・プレイヤーズ（1958年からブライトン・フィルハーモニー管弦楽団）の指揮者となり、終生常任指揮者として活動した。1931年から1950年までオールド・ヴィック・シアターの音楽監督を歴任し、劇の付随音楽の作編曲、指揮に当たった。また、同年からロンドンのロイヤルティ・シアターの音楽監督も兼任し、音楽学習者のためのロンドン・リハーサル管弦楽団も創設した。
作曲家としては、ウィリアム・シェイクスピアの『アントニーとクレオパトラ』の付随音楽が知られ、ローレンス・オリヴィエとヴィヴィアン・リー主演のブロードウェイ・ミュージカルとして1951年に上演された。
1963年にOBEを受勲。
ロンドンにて没。